# 朱氏撒但鱸
朱氏撒但鱸為輻鰭魚綱鱸形目隆頭魚亞目慈鯛科的其中一種，分布於南美洲亞馬遜河流域，體長可達18.5公分，棲息在泥底質、水流緩慢或靜止的溪流、沼澤，屬雜食性，以水果、昆蟲、甲殼類等為食，可做為食用魚及觀賞魚。